# Dissociativ anestesi
Dissociativ anestesi är en diagnos på en dissociativ störning i diagnosmanualen ICD-10, som innebär att en person av psykiska orsaker förlorar känseln eller någon annan sinnesfunktion, vilket tidigare diagnosticerades som hysteri. 
Framför allt syftar diagnosen på psykogent känselbortfall i huden vid exempelvis tryck, temperaturskillnader, smärta och beröring (anestesi eller hypestesi), men till störningen hör även psykogen dövhet, förlorat luktsinne (anosmi) och synbortfall. Ofta uppkommer anestesin i anslutning till parestesi (domningar). Om sensoriska störningar ingår, brukar de vid denna psykogena form sällan yttra sig i fullständiga bortfall, utan oftare i till exempel tunnelseende, suddigt synfält eller förlorad synskärpa. Psykogen dövhet är ovanligt. 
Diagnosen kan ställas bland annat när neurologiska orsaker kan uteslutas, vanligen för att symtomen inte är rimliga med hänseende på fysiologiska förutsättningar. Som regel fungerar motoriken. Liksom andra dissociativa störningar, är dissociativ anestesi stress- och traumarelaterad.